# Jewett (Teksas)
Jewett – miasto w Stanach Zjednoczonych, w stanie Teksas, w hrabstwie Leon.